# Gabriel Báñez
José Gabriel Báñez, né à La Plata le 2 juin 1951 et mort à La Plata en juillet 2009, est un écrivain argentin.

## Biographie
Critique littéraire, il a dirigé la page littéraire du journal El Día de La Plata.
Il est l’auteur de nouvelles et de romans.
Il se suicide en juillet 2009.

## Œuvres traduites en français
- Le cirque ne meurt jamais [«  El circo nunca muere »], trad. de Erich Fisbach, Paris, Alfil, coll. « Nouvelles et contes », 1994, 54 p.  (ISBN 2-84099-018-0)
- Les enfants disparaissent [«  Los chicos desaparecen »], trad. d’Erich Fisbach, Neuvy-le-Roi, France, Alfil, 1996, 156 p.  (ISBN 2-84099-042-3) - Rééd. dans une nouvelle trad. de Frédéric Gross-Quelen, La Dernière Goutte, Strasbourg, 2010[3]
- La Vierge d’Ensenada [« Virgen »], trad. de Frédéric Gross-Quelen, Strasbourg, La Dernière Goutte, 2011, 317 p.  (ISBN 978-2-918619-01-7)
- Le Mal dans la peau [«  Hacer el odio »], trad. de Frédéric Gross-Quelen, Strasbourg, France, La Dernière Goutte, 2012, 189 p.  (ISBN 978-2-918619-07-9)